# 엔젤 아이즈 (영화)
《엔젤 아이즈》(영어: Angel Eyes)는 2001년 공개된 미국의 로맨틱 드라마 영화이다.

## 출연
- 제니퍼 로페즈
- 짐 커비즐
- 테런스 하워드
- 제러미 시스토
- 소니아 브라가
- 빅터 아고
- 모네이 메이저
- 셜리 나이트
- 대니얼 매그더
- 제러미 래치퍼드
- 피터 맥닐
- 커리 매칫
- 마이클 캐머런

## 기타 제작진
- 공동 제작: 제임스 A. 홀트
- 협력 제작: 젤리빈 베니테즈
- 배역: 어맨다 매키 존슨, 캐시 샌드리치
- 미술: 딘 태벌레리스
- 의상: 마리실비 더보